# 羅睺羅
羅睺羅（らごら、梵/巴: Rāhula ラーフラ）は、仏教の開祖である釈迦の実子であり、またその弟子の一人である。釈迦族の王子瞿曇悉達多（ガウタマ・シッダールタ＝釈迦牟尼の俗名）の妃耶輸陀羅（ヤショーダラー）が釈迦の出家前に妊娠した子で、釈迦が出家して5年後に生まれたとされる。釈迦十大弟子の一人に数えられ、正しい修行を為した密行第一と称される。また十六羅漢の一人でもある。

## 名称
- 音写：羅侯羅、羅怙羅、羅護羅、何羅怙羅、羅吼羅、羅雲など
- 漢訳：障碍、障月、覆月、覆障など

カタカナでは、ラーフラ（あるいはラゴーラ）と表記されるが、これが多くの仏典で羅睺羅と漢訳音写されることから、これが通名となっている。
羅睺羅は障碍や障月などと翻訳され、その意味は日食・月食を起こす魔神ラーフ、転じて障害をなすもの）など、諸説あるが、彼の名前の由来には様々な説がある。
1. 耶輸陀羅妃が子を産む時、月食がありラーフラと名付けたという説（『衆許摩訶帝経』巻6）。
2. 耶輸陀羅妃の胎内に6年間障蔽されていたことによる説。
3. 釈迦が悉多（シッダールタ）太子の頃に出家学道を志した時、懐妊したことを聞き「我が破らねばならぬ障碍（ラーフラ）ができた」と言ったことからという説。
4. 古代のインド語では、「ラーフ」はナーガ（龍）の頭、「ケートゥ」は尻尾を意味した。そしてシャカ族のトーテムは、他ならぬナーガであった。このことから、ラーフラとは、古代インドの言い回しで、竜の頭を意味したと考えられ、「ナーガの頭になる者」が生まれたことを歓喜した釈迦が名づけたという説[3][4]。
5. 「悪魔ラーフのような者」、「ラーフという悪魔性を有する者」とする説[5]。

なお釈迦当時のヴェーダ経典では、日食・月食をおこすものとして、アスラ（非天）があげられているが、ラーフが由来であるという記述は存在しない。

## 出生
彼の母や身辺については諸説ある。
1. 『十二遊経』には、釈迦が悉多太子の頃、第一妃・瞿夷（ゴーピー、あるいはゴーパ）、第二妃・耶輸陀羅、第三妃・鹿野あり、しかして『須大拏経』・『瑞応経』では瞿夷の子とする。
2. 『未曾有因縁経』・『涅槃経』・『法華経』では耶輸陀羅の子とする。通常の多くはこの説を採用している。

なお、釈迦の出家前には、彼以外にも第一妃瞿夷との間の子で優波摩那（ウパマナ）、第三妃鹿野との間に善星（スナッカッタ）という子供がいて皆出家し仏の待者となった、という説もある（『處處経』、西國佛祖代代相承傳法記及び内證佛法相承血脈譜など）が、第二妃耶輸陀羅との子であるラーフラだけが、諸難克服し証果を得た（悟った）といわれる。その為に各経典では「一子羅睺羅」と表現されることが多い。
また、彼の誕生についても諸説ある。
1. 悉多太子、出家時にすでに7歳であった。
2. 出家直前に誕生した。多くはこの説を採用している。
3. 出家後、母の胎内に6年間もいたが、釈迦成道の夜に生まれた。

3の説では、『仏本行集経』55に彼が過去世で国王であった時、仙人がいて盗戒を犯し、王に就いて懺悔として王宮に詣でるに、王が五欲に耽って六日外人を見ず、この因縁を以って今生6年母胎にいたとある。

## 生涯

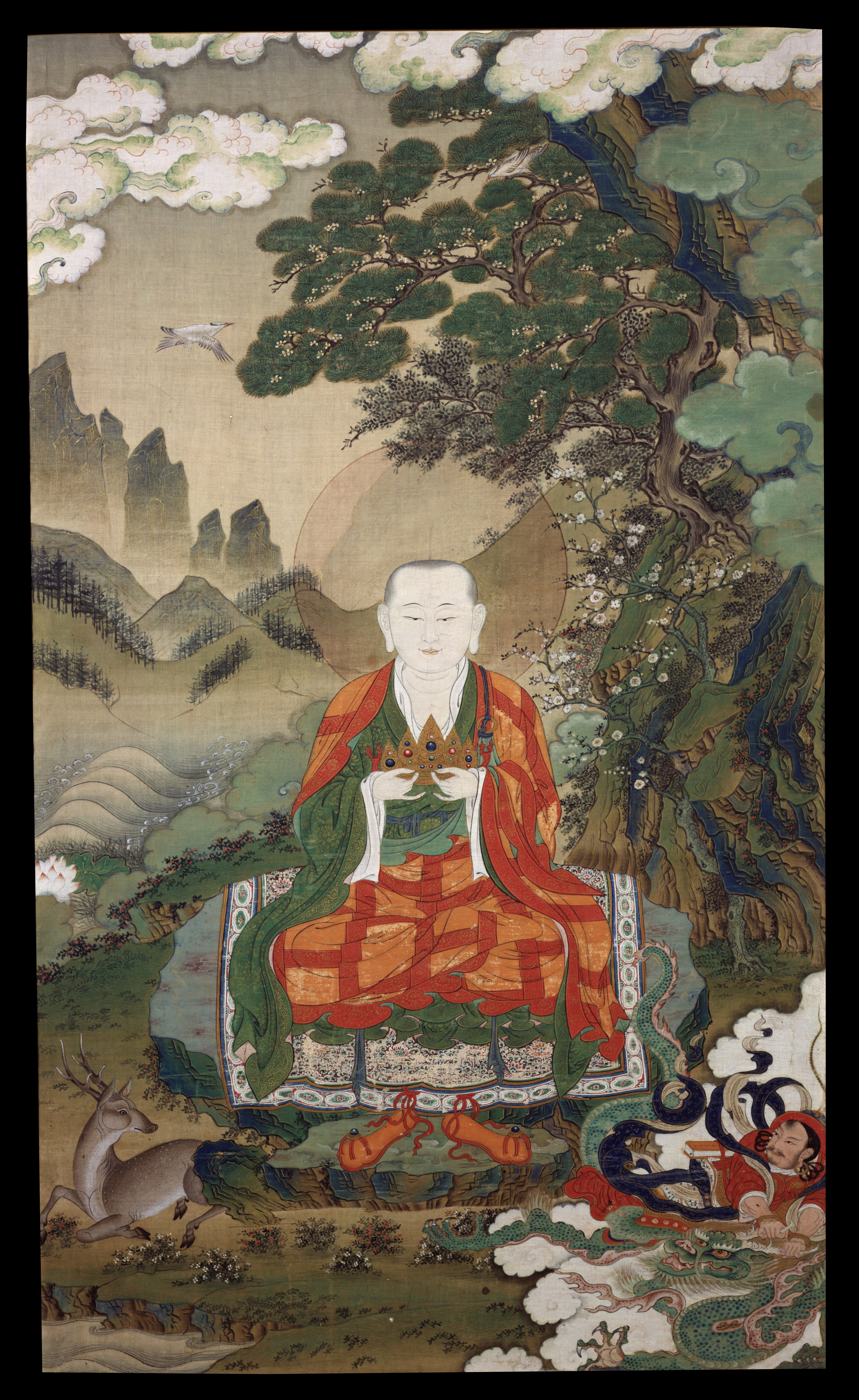
チベット画の羅睺羅（16世紀）

釈迦は成道後にカピラ城に帰った際、2日目の孫陀羅難陀（スンダラ・ナンダ）をはじめ多くの釈迦族の青年を出家させたが、羅睺羅は7日目にして出家したという（律蔵・大品第1健度など）。
彼は母の耶輸陀羅に連れられ仏前に赴き、母から釈迦仏が父親だから「王位を継ぐので財宝を譲って下さい」というように言われ、そのようにすると釈迦は長老の舎利弗を呼び出家せしめたという説もある。この時の彼の年齢も6歳・9歳・12歳・15歳という諸説があるが、いずれにしても沙弥（比丘となるまでの年少の見習い修行者）となったという。
20歳にして具足戒を受け比丘となった。舎利弗に就いて修行学道し、当初は仏の実子ということもあり特別扱いを受ける事もあったが、その分を弁えてよく制戒を守り多くの比丘にも敬われるようになったという。彼は不言実行を以って密行を全うし、密行第一と称せられたが、釈迦仏より、多くの比丘衆でも学を好むことで、学習第一とも称せられた。
なお、羅睺羅の忍耐を描いた経典としては羅雲忍辱経がある。